# Electronica 2: The Heart of Noise
Electronica 2: The Heart of Noise – dwudziesty album studyjny francuskiego twórcy muzyki elektronicznej Jeana-Michela Jarre’a. Wydany został 6 maja 2016 roku. Album stanowi kontynuację poprzedniej płyty Electronica 1: The Time Machine. Wydawnictwo zostało zrealizowane we współpracy z takimi wykonawcami jak m.in. Cyndi Lauper, Jeff Mills, Peaches, Hans Zimmer, Gary Numan, Yello oraz Pet Shop Boys. 16 listopada 2016 roku album uzyskał w Polsce status platynowej płyty.

## Lista utworów
Opracowano na podstawie materiału źródłowego.
| 1.  | „The Heart of Noise, Pt. 1” (oraz Rone)   | 4:26    |
|     |                                           |         |
| 2.  | „The Heart of Noise, Pt. 2"               | 4:10    |
|     |                                           |         |
| 3.  | „Brick England” (oraz Pet Shop Boys)      | 4:01    |
|     |                                           |         |
| 4.  | „These Creatures” (oraz Julia Holter)     | 3:40    |
|     |                                           |         |
| 5.  | „As One” (oraz Primal Scream)             | 3:58    |
|     |                                           |         |
| 6.  | „Here for You” (oraz Gary Numan)          | 3:59    |
|     |                                           |         |
| 7.  | „Electrees” (oraz Hans Zimmer)            | 4:10    |
|     |                                           |         |
| 8.  | „Exit” (oraz Edward Snowden)              | 6:19    |
|     |                                           |         |
| 9.  | „What You Want” (oraz Peaches)            | 3:27    |
|     |                                           |         |
| 10. | „Gisele” (oraz Sébastien Tellier)         | 3:43    |
|     |                                           |         |
| 11. | „Switch on Leon” (oraz The Orb)           | 4:43    |
|     |                                           |         |
| 12. | „Circus” (oraz Siriusmo)                  | 3:09    |
|     |                                           |         |
| 13. | „Why This, Why That and Why” (oraz Yello) | 3:58    |
|     |                                           |         |
| 14. | „The Architect” (oraz Jeff Mills)         | 4:43    |
|     |                                           |         |
| 15. | „Swipe to the Right” (oraz Cyndi Lauper)  | 4:54    |
|     |                                           |         |
| 16. | „Walking the Mile” (oraz Christophe)      | 4:52    |
|     |                                           |         |
| 17. | „Falling Down”                            | 3:23    |
|     |                                           |         |
| 18. | „The Heart of Noise (The Origin)”         | 2:39    |
|     |                                           |         |
|     |                                           | 1:14:14 |
|     |                                           |         |
| Utwory bonusowe dostępne na iTunes                                                                                               |
| --- |
| 1. „Conquistador” (oraz Gesaffelstein) (Jean-Michel Jarre Remix) 3:51 2. „Stardust” (Rising Star Remix by Armin van Buuren) 5:44 |

## Pozycje na listach
| Państwo/Region    | Notowania (2016)                            | Najwyższa pozycja |
| ----------------- | ------------------------------------------- | ----------------- |
| Austria           | Albums Top 75                               | 22                |
| Belgia (Flandria) | Albums Top 50                               | 14                |
| Belgia (Walonia)  | Ultratop 50                                 | 8                 |
| Finlandia         | Albums Top 50                               | 19                |
| Francja           | Albums Top 150                              | 9                 |
| Hiszpania         | Albums Top 100                              | 12                |
| Holandia          | Albums Top 100                              | 14                |
| Irlandia          | Albums Top 100                              | 47                |
| Niemcy            | Albums Top 50                               | 12                |
| Norwegia          | Albums Top 40                               | 27                |
| Polska            | Albums Top 50                               | 9                 |
| Szwajcaria        | Albums Top 100                              | 5                 |
| Szwecja           | Albums Top 60                               | 27                |
| Świat             | Albums Top 40                               | 17                |
| Węgry             | Top 40 album-, DVD- és válogatáslemez-lista | 15                |
| Włochy            | Albums Top 100                              | 25                |
| Wielka Brytania   | Albums Top 75                               | 8                 |

## Historia wydania
| Państwo/Region    | Data         | Format           | Wytwórnia                                              | Źródło |
| ----------------- | ------------ | ---------------- | ------------------------------------------------------ | ------ |
| Europa            | 6 maja 2016  | CD               | Aero Productions Columbia Records Sony Music           | [ 8 ]  |
| Francja           | 6 maja 2016  | CD               | Columbia Records                                       | [ 9 ]  |
| Francja           | 6 maja 2016  | Digital download | Columbia Records                                       | [ 10 ] |
| Francja           | 6 maja 2016  | LP               | Columbia Records                                       | [ 11 ] |
| Hiszpania         | 6 maja 2016  | CD               | Columbia Records                                       | [ 12 ] |
| Hiszpania         | 6 maja 2016  | Digital download | Columbia Records                                       | [ 13 ] |
| Japonia           | 25 maja 2016 | CD               | Aero Productions                                       | [ 14 ] |
| Kanada            | 6 maja 2016  | CD               | Sony Music Canada                                      | [ 15 ] |
| Kanada            | 6 maja 2016  | LP               | Sony Music Canada                                      | [ 16 ] |
| Niemcy            | 6 maja 2016  | CD               | Columbia Records                                       | [ 17 ] |
| Niemcy            | 6 maja 2016  | Digital download | Columbia Records                                       | [ 18 ] |
| Niemcy            | 6 maja 2016  | LP               | Columbia Records                                       | [ 19 ] |
| Polska            | 9 maja 2016  | CD               | Sony Music Entertainment                               | [ 20 ] |
| Polska            | 9 maja 2016  | LP               | Sony Music Entertainment                               | [ 21 ] |
| Stany Zjednoczone | 6 maja 2016  | CD               | Music Affair Entertainment Aero Productions Sony Music | [ 22 ] |
| Włochy            | 6 maja 2016  | CD               | Columbia Records                                       | [ 23 ] |
| Włochy            | 6 maja 2016  | Digital download | Columbia Records                                       | [ 24 ] |
| Włochy            | 6 maja 2016  | LP               | Columbia Records                                       | [ 25 ] |